# Doncaster Rovers FC
A Doncaster Rovers Football Club egy 1879-ben alapított angol labdarúgócsapat. Székhelyük Doncaster városában található, hazai mérkőzéseiket a Keepmoat Stadiumban játsszák. Jelenleg a Football League Championshipben, azaz a másodosztályban szerepelnek.

## Története
A Doncaster Rovers csapatát a doncasteri vasúttársaság egyik dolgozója, Albert Jenkins alapította 1879 szeptemberében. 1901-ben bekerültek a Football League-be, de három év múlva ki is estek. 1923-ig kellett várniuk a visszakerülésre. Az 1946/47-es szezonban 33 mérkőzést nyertek meg a harmadosztály északi csoportjában, amivel új rekordot állítottak fel. A negyedosztály 1997/98-as kiírásában újabb csúcsot állítottak fel, de erre már nem lehetnek olyan büszkék. 34 bajnokin hagyták el vesztesen a pályát, így az ötödosztályba zuhantak.
Öt évvel később megnyerték a Conference National rájátszását, így visszajutottak a negyedosztályba, ezzel együtt a Football League-be. Első szezonjukban bajnokok lettek, így a harmadosztályban folytathatták a szereplésüket. A Doncaster volt az utolsó csapat, mely megnyerte a negyedosztály küzdelmeit, mielőtt átnevezték volna League Two-vá.
A 2005/06-os szezonban a Manchester Cityt és az Aston Villát is kiejtették a Ligakupából és az Arsenal dolgát is megnehezítették, a londoniak csak büntetőpárbajban tudtak föléjük kerekedni. 2007. április 1-jén a Rovers megszerezte első komoly trófeáját, a Football League Trophy döntőjében legyőzték a Bristol Roverst.
A 2007/08-as idényt gyengén kezdte a csapat, de aztán olyan jó formába lendült, hogy bejutott a rájátszásba. Az automatikus feljutást is kiharcolhatták volna, de az utolsó fordulóban kikaptak a Cheltenham Towntól. A rájátszás elődöntőjéből 5-1-es összesítéssel ejtették ki a Southend Unitedet, a döntőben 1-0-ra verték a Leeds Unitedet. A Wembleyben 75 ezer néző volt kíváncsi a meccsre. Jól kezdték a következő idényt a másodosztályban, de végül leromlott a formájuk és a 14. helyen végeztek.

## Stadionok
A Doncaster Roversnek nem volt állandó stadionja fennállásának első hat évében, 1885-ben költöztek az Intake Grondra. 1915-ben a hadsereg elfoglalta a területet, így az első világháború után új otthon után kellett nézniük. 1920-ban a Doncaster Corporation segítségével új stadiont építettek Belle Vue néven. 1947-ben 37 099 néző volt kíváncsi egy Hull City elleni mérkőzésre. Ez máig fennálló nézőcsúcs a Doncaster történetében. 2006 decemberében készült el a Rovers máig használt stadionja, a Keepmoat Stadium, melyet 2007. január 1-jén, egy Huddersfield Town elleni meccs keretében nyitottak meg.

## Játékosok

### Jelenlegi keret
2021. január 16. szerint
| #  |     | Poszt | Név                                                  |
| -- | --- | ----- | ---------------------------------------------------- |
| 1  | ENG | K     | Ellery Balcombe (kölcsönben a Brentford csapatától)  |
| 2  | ENG | V     | Brad Halliday                                        |
| 3  | ENG | V     | Reece James                                          |
| 4  | ENG | V     | Tom Anderson ()                                      |
| 5  | WAL | V     | Joe Wright                                           |
| 6  | SPA | KP    | Madger Gomes                                         |
| 9  | ENG | CS    | Fejiri Okenabirhie                                   |
| 10 | COD | CS    | Jason Lokilo                                         |
| 11 | ENG | CS    | Jon Taylor                                           |
| 13 | ENG | K     | Louis Jones                                          |
| 14 | WAL | KP    | Matt Smith (kölcsönben a Manchester City csapatától) |
| 16 | NIR | V     | Danny Amos                                           |

| #  |     | Poszt | Név                                                   |
| -- | --- | ----- | ----------------------------------------------------- |
| 17 | ENG | KP    | Taylor Richards (kölcsönben a Brighton csapatától)    |
| 18 | ENG | KP    | Ed Williams                                           |
| 19 | ENG | CS    | Tyreece John-Jules (kölcsönben az Arsenal csapatától) |
| 21 | ENG | V     | Andy Butler                                           |
| 22 | ANG | CS    | Elliot Simões (kölcsönben a Barnsley csapatától)      |
| 24 | ENG | V     | Cameron John                                          |
| 26 | ENG | KP    | James Coppinger                                       |
| 27 | ENG | KP    | AJ Greaves                                            |
| 28 | ENG | V     | Branden Horton                                        |
| 30 | ENG | V     | Ben Blythe                                            |
| 31 | NIR | KP    | Liam Ravenhill                                        |
| 32 | ENG | K     | Ben Bottomley                                         |

### Híres játékosok
Anglia
- Syd Bycroft
- Brian Deane
- Kerry Dixon
- Leo Fortune-West
- Paul Green
- Alick Jeffrey
- Matthew Mills
- Glynn Snodin
- Ian Snodin
- John Stiles
- Richie Wellens
- Charlie Williams
- Paul Heffernan
- Louis William Tomlinson

Skócia
- Billy Bremner
- Vince Brockie
- Colin Cramb
- Michael McIndoe
- Steve Nicol

Wales
- Brian Flynn
- Jason Price
- Neil Roberts
- Neville Southall

Észak-Írország
- Harry Gregg

Írország
- Gerry Daly
- Peter Doherty
- Alfie Hale
- Kit Lawlor
- Brendan O'Callaghan
- John Sheridan

Barbados
- Jonathan Forte
- Mark McCammon

Jamaica
- Darren Moore

Új-Zéland
- Dave Mulligan

## Sikerei
- Football League Trophy
  - Győztes: 2007
- Harmadosztály
  - Bajnok: 2012/13
  - A rájátszás győztese: 2007/08
- Negyedosztály
  - Bajnok: 1965/66, 1968/69, 2003/04 2024/25
- Ötödosztály
  - A rájátszás győztese: 2002/03

## Külső hivatkozások
- A Doncaster Rovers hivatalos honlapja
- A csapat statisztikái a Football Club History Database-en

## Fordítás
- Ez a szócikk részben vagy egészben  a   Doncaster Rovers F.C. című angol Wikipédia-szócikk fordításán alapul.  Az eredeti cikk szerkesztőit annak laptörténete sorolja fel. Ez a jelzés csupán a megfogalmazás eredetét és a szerzői jogokat jelzi, nem szolgál a cikkben szereplő információk forrásmegjelöléseként.